# مزهر مطني العواد
الشيخ مزهر مطني عواد حردان عبد الحميد العيثة الذيابي الدليمي هو سياسي عراقي سابق وقيادي في حزب البعث العربي الاشتراكي، كما شغل منصب محافظ المثنى.
شغل عضوية القيادة القطرية للحزب للفترة من سبتمبر 1991 إلى 1994. بعد عام 1996، أحيل إلى منظمة المناضلين في الحزب.
بعد احتلال العراق سنة 2003، استقر في سوريا، وقد اعتقلت القوات الأمريكية أفراد أسرته في مداهمة لمحل سكن عائلته في قرية البوعينة قرب مدينة الرمادي في 20 يوليو 2003.

بعد إعدام صدام حسين في 30 ديسمبر 2006، عقد في دمشق في يناير 2007 مؤتمر قطري لقيادة قطر العراق في حزب البعث العربي الاشتراكي، وانتخب المؤتمر قيادة قطرية جديدة ضمت مزهر مطني عواد، لكن جناح حزب البعث الذي يتزعمه عزة إبراهيم قد أصدر قرارا في 10 فبراير 2007 بطرده من الحزب مع مجموعة ضمت محمد يونس الأحمد وغزوان الكبيسي بتهمة التبعية للنظام السوري، وقد ضمت القائمة 30 شخصا من الحزب، والسبب حسب وصف البيان:
| مزهر مطني العواد | وذلك لخروجهم على أهداف الحزب الاساسية ولتمردهم على أوامره ومقرراته ومقاومة منهجه، ولاتباعهم سلوكا شخصيا مخالفا لأخلاقية الحزب ومبدئيته، ولاستغلالهم للحزب لتحقيق مصالح شخصية لا علاقة لها بمصلحة الحزب، ولإفشائهم لأسرار الحزب، ولإرتكابهم الخيانة العظمى للحزب والوطن لمحاولتهم البائسة شق وحدة الحزب، ومد يد الخيانة إلى العدو المحتل لمعاونته على مزيد من التدمير للعراق وقتل اهله... | مزهر مطني العواد |

وقد تواصل جناح محمد يونس الأحمد ومزهر مطني مع الحكومة العراقية بعد ذلك.
وفي نوفمبر 2014، وردت أخبار بأنه قتل في غارة جوية مع قيادات من تنظيم داعش كانوا في اجتماع في منزله.

## روابط خارجية
- مزهر مضني عواد لـ «الشرق الأوسط»: البعث ارتكب أخطاء.. وما كنا نجرؤ على الاعتراض